# Terti
Terti är en föråldrad tidsenhet, och är inte en del av SI-enheterna. Enheten är mycket ovanlig; då det är vanligare att dela sekunder i decimaler. En terti är definierat som 1/60 av en sekund (16⅔ ms); alltså 60 tertier på en sekund.
Beteckningen kan vara t eller ‴. Man kan alltså skriva det som 12 h 31 m 26 s 13 t, å andra sidan kan 31 m 26 s 13 t skrivas som 31′ 26″ 13‴.

## Etymologi
Ordet "terti" kommer från latinets tertius, likt sekund från latinets secundus.